# Secrets of Love
«Secrets of Love» — сингл швейцарского музыканта, певца, продюсера DJ BoBo и немецкой поп-певицы Сандры, вышедший в 2006 году. Композиция имела успех и Германии и Швейцарии, попав в Top 15.
Видео к песне снималось в парижском Диснейленде, Франция.

## Список композиций
| №                   | Название                                | Длительность |
| ------------------- | --------------------------------------- | ------------ |
| 1.                  | «Secrets of Love» (radio version)       | 3:17         |
| 2.                  | «Secrets of Love» (club mix radio edit) | 3:59         |
| Общая длительность: | Общая длительность:                     | 7:16         |

| №                   | Название                                | Длительность |
| ------------------- | --------------------------------------- | ------------ |
| 1.                  | «Secrets of Love» (radio version)       | 3:17         |
| 2.                  | «Secrets of Love» (club mix radio edit) | 3:59         |
| 3.                  | «Secrets of Love» (club mix)            | 6:42         |
| 4.                  | «Secrets of Love» (instrumental)        | 3:19         |
| 5.                  | «Secrets of Love (Video)»               | 3:19         |
| Общая длительность: | Общая длительность:                     | 17:17        |

## Чарты
| Год  | Страна    | Чарт                 | Позиция |
| ---- | --------- | -------------------- | ------- |
| 2006 | Австрия   | Ö3 Austria Top 75    | 39      |
| 2006 | Германия  | Media Control Charts | 13      |
| 2006 | Швейцария | Schweizer Hitparade  | 5       |
| 2006 | Чехия     | IFPI                 | 59      |